# Dale Bumpers
Dale Leon Bumpers, né le 12 août 1925 à Charleston (Arkansas) et mort le 1er janvier 2016 à Little Rock dans l'Arkansas, est un homme politique démocrate américain. Il est gouverneur de l'Arkansas entre 1971 à 1975 et sénateur du même État entre 1975 et 1999.

## Biographie

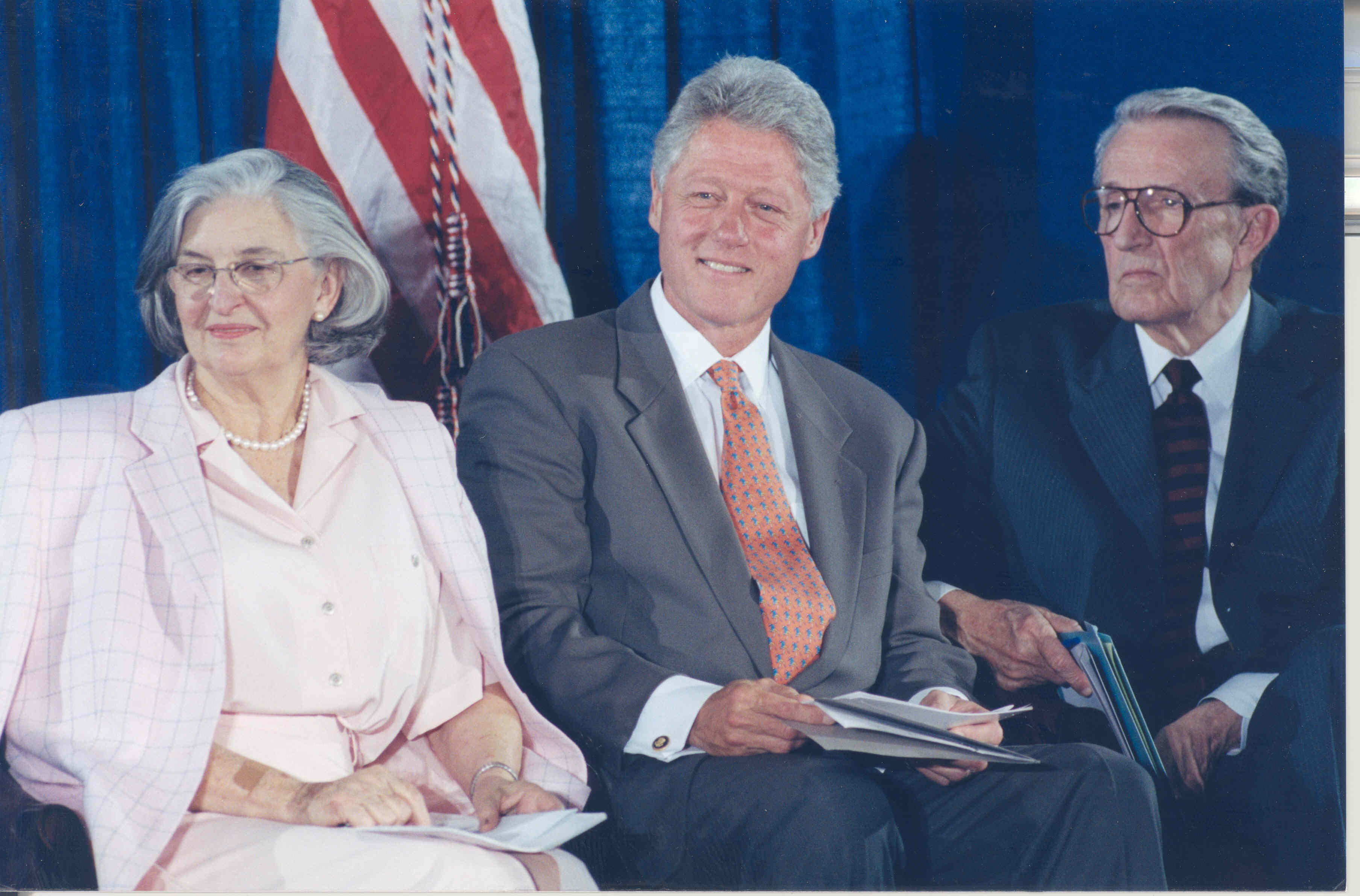
Bumpers avec sa femme Betty et le président Bill Clinton.

Originaire de Charleston dans l'Arkansas, Dale Bumpers fréquente les écoles publiques puis l'université de l'Arkansas. Il s'engage dans les United States Marine Corps de 1943 à 1946. Diplômé de la faculté de droit de l'université Northwestern de Chicago en 1951, il obtient le barreau de l'Arkansas l'année suivante et devient avocat dans sa ville natale.
En 1952, il devient procureur de Charleston, poste qu'il occupe jusqu'en 1970. À cette époque, il convainc le district scolaire de la ville d'accepter l'arrêt Brown v. Board of Education, mettant fin à la ségrégation raciale. Il est brièvement juge spécial à la Cour suprême de l'Arkansas en 1968.
En 1970, il se présente au poste de gouverneur de l'Arkansas. Il remporte la primaire démocrate face à l'ancien gouverneur ségrégationniste Orval Faubus puis bat le républicain sortant, Winthrop Rockefeller, avec 62 % des suffrages. Durant son mandat, il augmente les impôts sur les plus aisés ainsi que les salaires des enseignants et réforme l'administration locale.
Après son mandat de gouverneur, il se porte candidat au Sénat des États-Unis. Lors de la primaire démocrate, il bat facilement le sénateur sortant, J. William Fulbright, élu depuis trente ans. Il est alors considéré comme l'une des étoiles montantes du Parti démocrate, avec d'autres gouverneurs modérés du Sud comme Jimmy Carter. Il est élu sénateur face au républicain John Harris Jones puis réélu à trois reprises. Il n'est pas candidat à un cinquième mandat en 1998. Comme sénateur, il s'oppose souvent aux conservateurs du Sud : il s'oppose aux interdictions étatiques de l'avortement, aux prières à l'école publique et à l'amendement contre la désacralisation du drapeau des États-Unis.
Récemment retraité du Sénat, Bumpers rejoint l'équipe de Bill Clinton lors de son procès en impeachment. Il est le dernier orateur à plaider en faveur du président contre les charges de parjure et d'obstruction à la justice.
Il meurt le 1er janvier 2016 à son domicile de Little Rock, des suites de la maladie d'Alzheimer et d'une hanche cassée.